# Beuvron-en-Auge
Pour les articles homonymes, voir Beuvron (homonymie) et Auge.
Beuvron-en-Auge est une commune française, située dans le département du Calvados en région Normandie, peuplée de 201 habitants appelés les Beuvronnais.
Beuvron-en-Auge est aujourd'hui gratifiée du label des plus beaux villages de France, décerné par une association indépendante visant à promouvoir les atouts touristiques de petites communes françaises riches d'un patrimoine de qualité.

## Géographie

### Localisation
La commune se situe dans le pays d'Auge, à égale distance entre Caen et Lisieux (30 kilomètres).

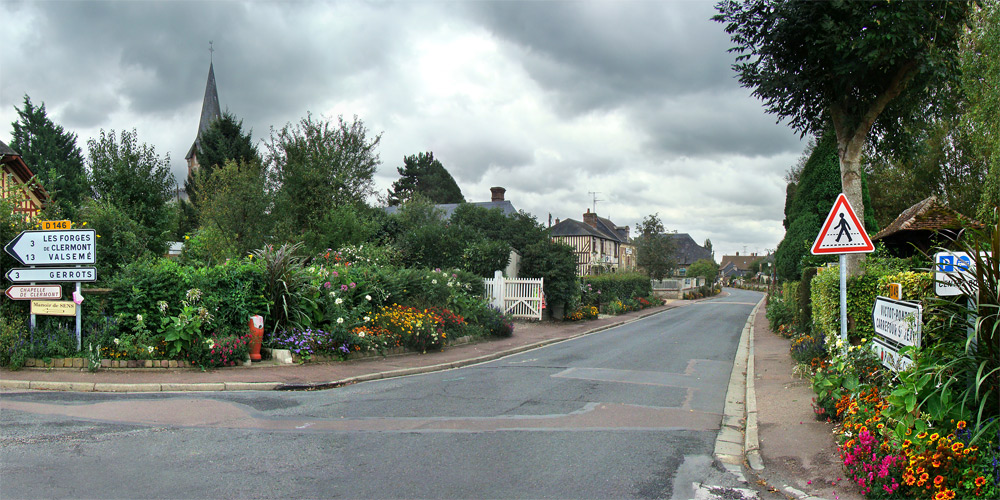
Entrée de la commune.

| Putot-en-Auge | Dozulé Saint-Jouin | Beaufour-Druval |
| Goustranville | Beuvron-en-Auge    | Gerrots         |
| Hotot-en-Auge | Hotot-en-Auge      | Victot-Pontfol  |

### Hydrographie
La commune est située dans le bassin Seine-Normandie. Elle est drainée par le Doigt et le Vieux Doigt,,.
Le Doigt, d'une longueur de 14 km, prend sa source dans la commune de Léaupartie et se jette  dans le canal du Domaine à Hotot-en-Auge, après avoir traversé cinq communes. 

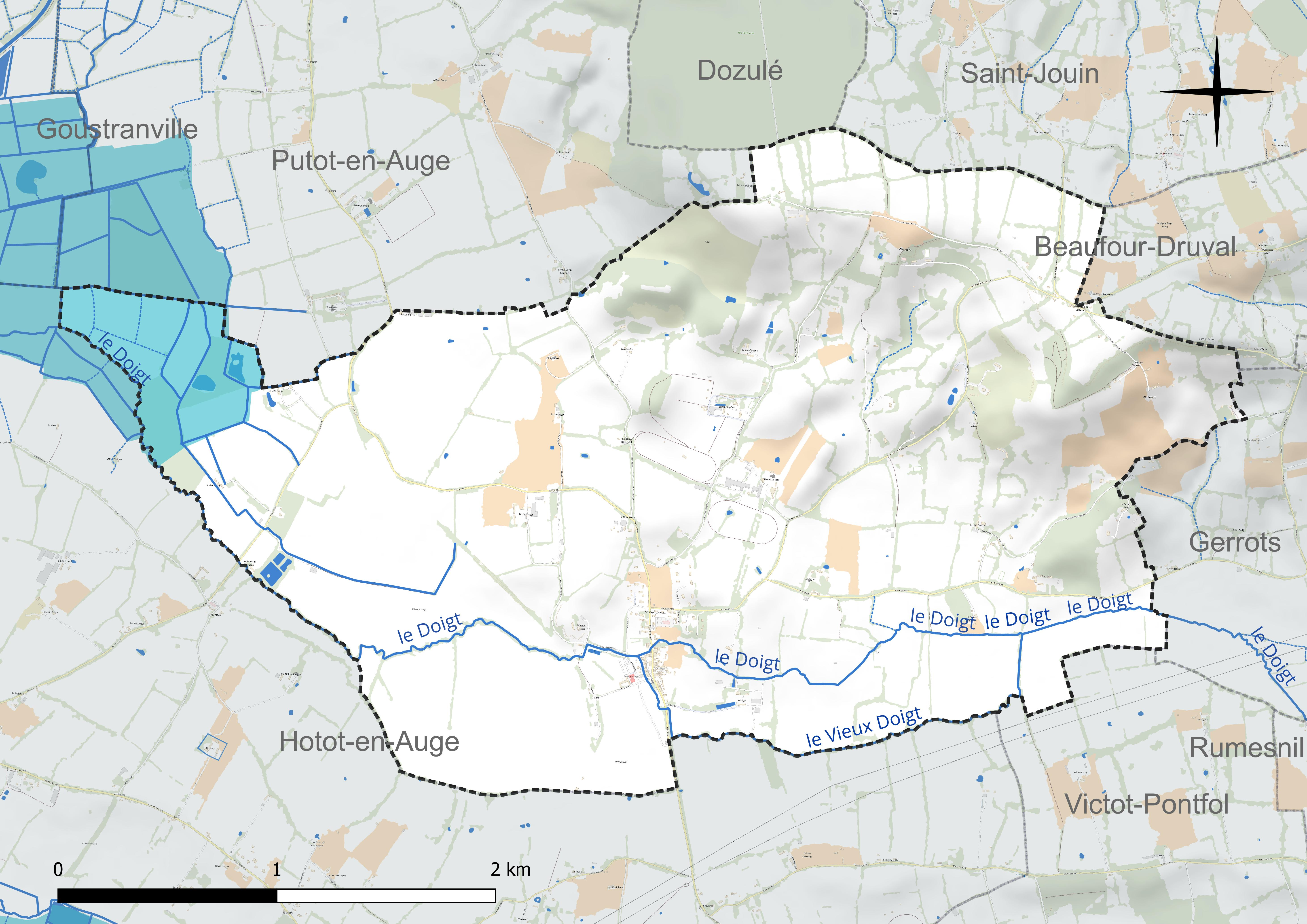
Réseau hydrographique de Beuvron-en-Auge.

### Climat
Pour des articles plus généraux, voir Climat de la Normandie et Climat du Calvados.
En 2010, le climat de la commune est de type climat océanique altéré, selon une étude du CNRS s'appuyant sur une série de données couvrant la période 1971-2000. En 2020, Météo-France publie une typologie des climats de la France métropolitaine dans laquelle la commune est exposée à un climat océanique et est dans la région climatique  Normandie (Cotentin, Orne), caractérisée par une pluviométrie relativement élevée (850 mm/a) et un été frais (15,5 °C) et venté. Parallèlement le GIEC normand, un groupe régional d'experts sur le climat, différencie quant à lui, dans une étude de 2020, trois grands types de climats pour la région Normandie, nuancés à une échelle plus fine par les facteurs géographiques locaux. La commune est, selon ce zonage, exposée à un « climat des plateaux abrités », correspondant à la plaine agricole de Caen à Falaise, sous le vent des collines de Normandie et proche de la mer, se caractérisant par une pluviométrie et des contraintes thermiques modérées.
Pour la période 1971-2000, la température annuelle moyenne est de 10,7 °C, avec une amplitude thermique annuelle de 12,4 °C. Le cumul annuel moyen de précipitations est de 709 mm, avec 12,1 jours de précipitations en janvier et 7,6 jours en juillet. Pour la période 1991-2020, la température moyenne annuelle observée sur la station météorologique la plus proche, située sur la commune d'Argences à 11 km à vol d'oiseau, est de 11,6 °C et le cumul annuel moyen de précipitations est de 742,9 mm,. Pour l'avenir, les paramètres climatiques de la commune estimés pour 2050 selon différents scénarios d'émission de gaz à effet de serre sont consultables sur un site dédié publié par Météo-France en novembre 2022.

## Urbanisme

### Typologie
Au 1er janvier 2024, Beuvron-en-Auge est catégorisée commune rurale à habitat très dispersé, selon la nouvelle grille communale de densité à 7 niveaux définie par l'Insee en 2022.
Elle est située hors unité urbaine. Par ailleurs la commune fait partie de l'aire d'attraction de Caen, dont elle est une commune de la couronne,. Cette aire, qui regroupe 296 communes, est catégorisée dans les aires de 200 000 à moins de 700 000 habitants,.

### Occupation des sols
L'occupation des sols de la commune, telle qu'elle ressort de la base de données européenne d'occupation biophysique des sols Corine Land Cover (CLC), est marquée par l'importance des territoires agricoles (100 % en 2018), une proportion identique à celle de 1990 (100 %). La répartition détaillée en 2018 est la suivante : 
prairies (80 %), terres arables (20 %). L'évolution de l'occupation des sols de la commune et de ses infrastructures peut être observée sur les différentes représentations cartographiques du territoire : la carte de Cassini (XVIIIe siècle), la carte d'état-major (1820-1866) et les cartes ou photos aériennes de l'IGN pour la période actuelle (1950 à aujourd'hui).

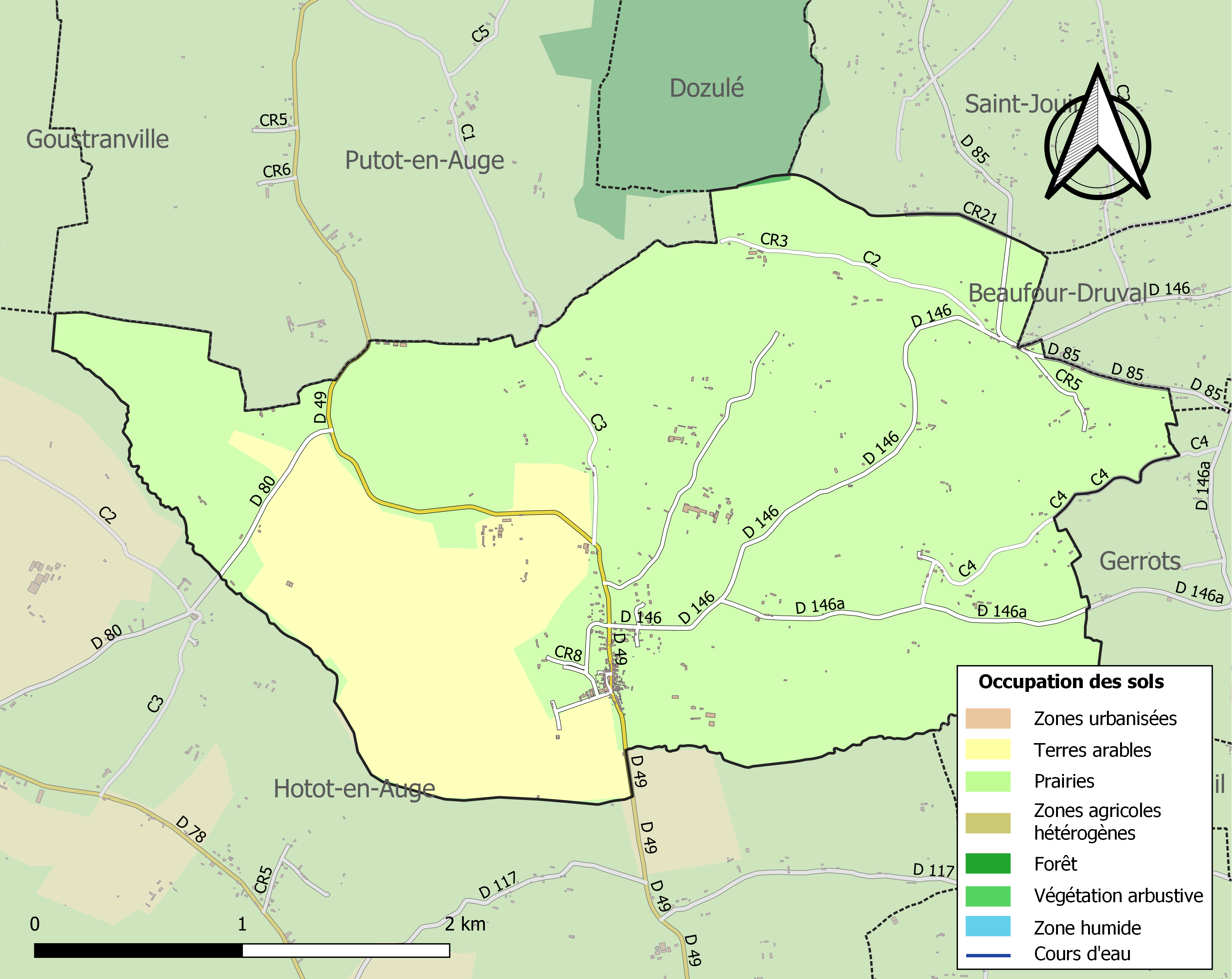
Carte des infrastructures et de l'occupation des sols de la commune en 2018 (CLC).

## Toponymie
Le nom de la localité est attesté sous les formes Bevron et Beveron au XIe siècle; Bevron in Algia en 1319; Beuveron en 1386; Brevon en 1571 et 1579,.
Le toponyme Beuvron provient selon René Lepelley de l'ancien nom du "Doigt" (du patois douet), cours d'eau, affluent de la Dives, qui traverse le territoire. Beuvron appartient à une famille de noms désignant des cours d'eau et qui repose sur le gaulois biber, « castor », suivi du suffixe latin de présence -o/-onis.
Le pays d'Auge est une région naturelle et traditionnelle de Normandie.

## Histoire
Beuvron-en-Auge était une baronnie puis un comté et un marquisat (1593 / 1646) détenu par la famille d'Harcourt. Cette branche a fourni de nombreux militaires et un maréchal de France ; le dernier seigneur reçut de Louis XVI le brevet de duc de Beuvron. Il ne reste plus que les ruines et le tertre du château ducal.
Une gare ferroviaire a été ouverte en 1879 sur la ligne Mézidon - Dives-Cabourg, prolongée jusqu'à la gare de Trouville-Deauville en 1884. La section entre la gare de Mézidon et la gare de Dives-Cabourg a été fermée au trafic voyageur en 1938 et au fret en 1969.

## Vues du centre-bourg

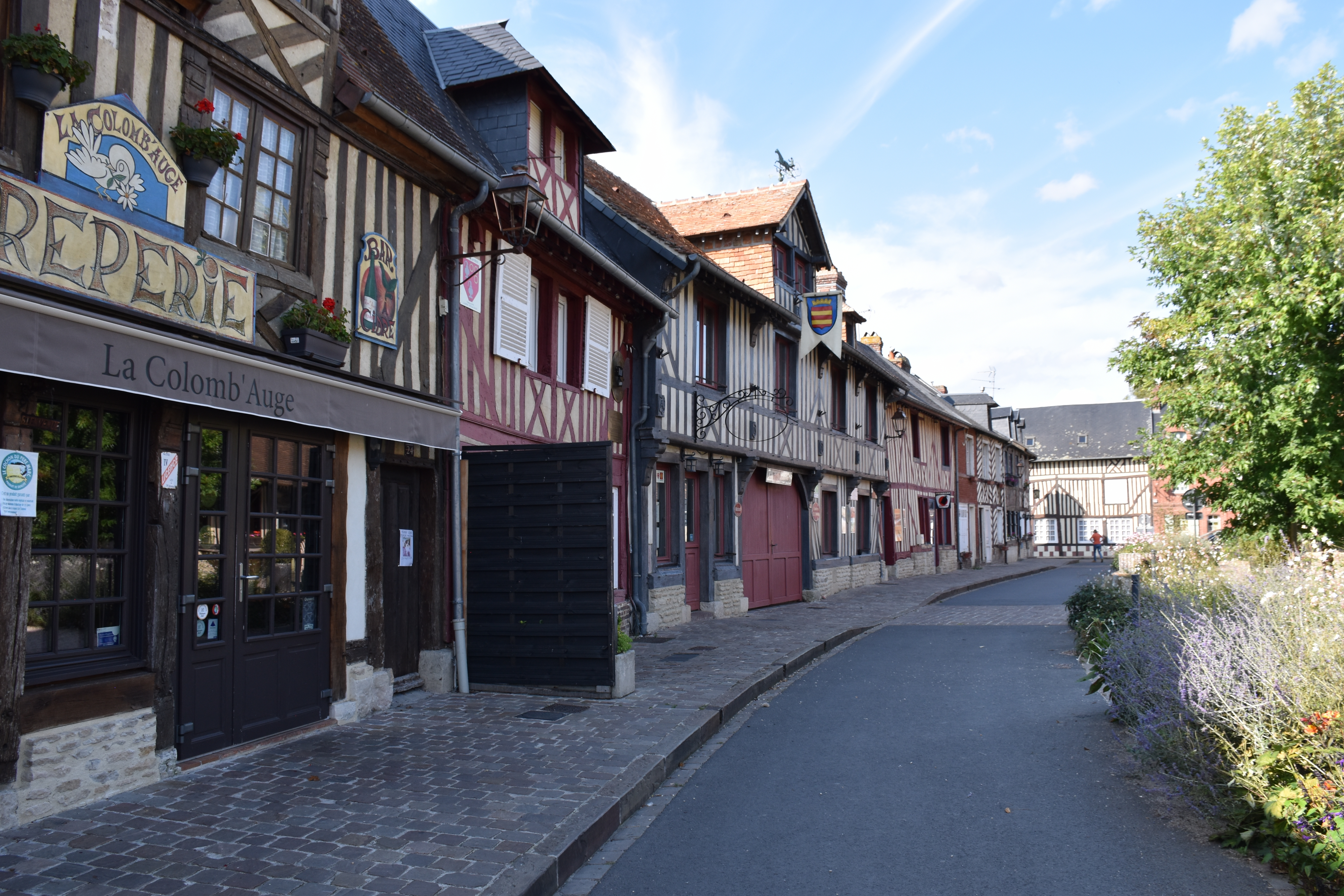
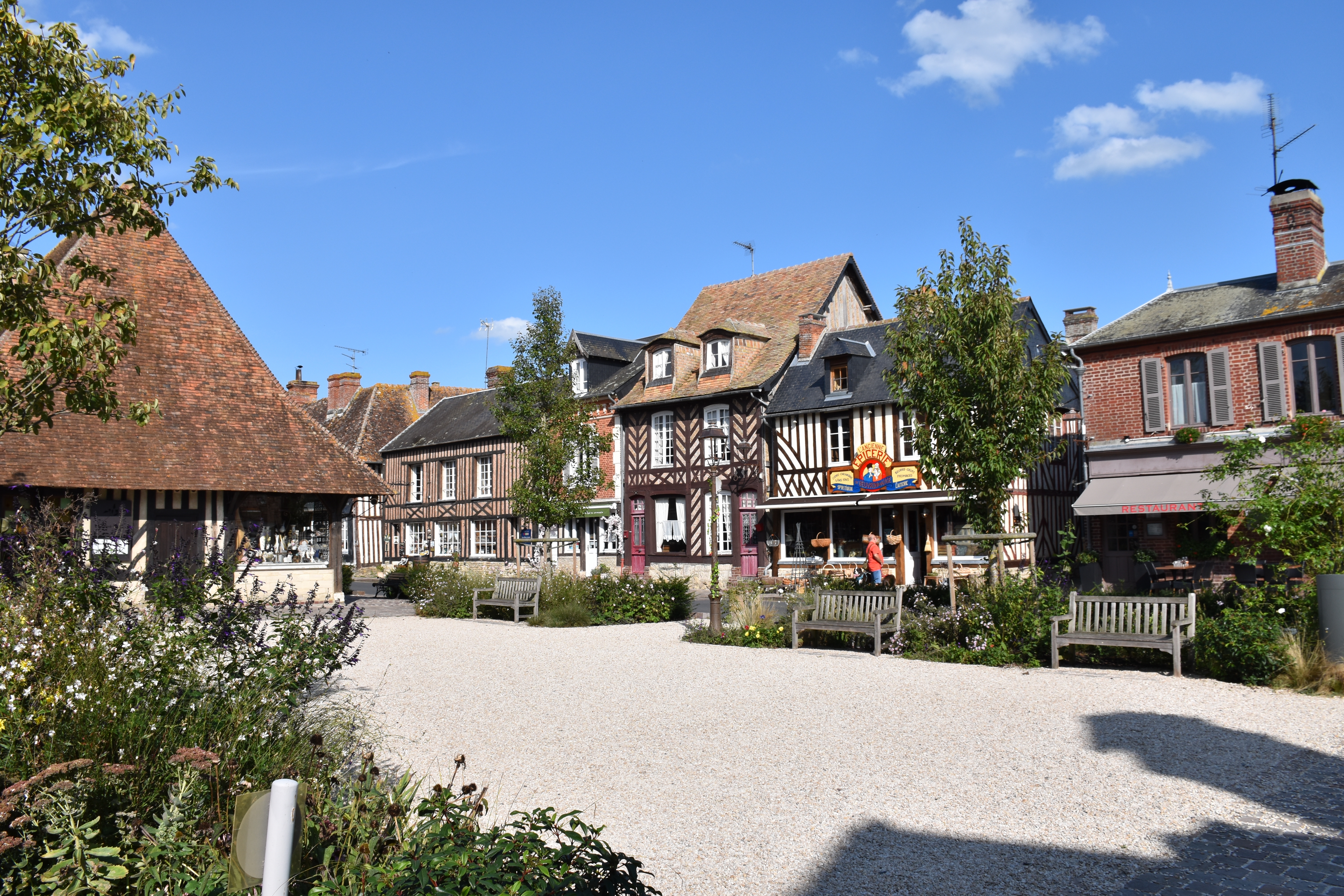
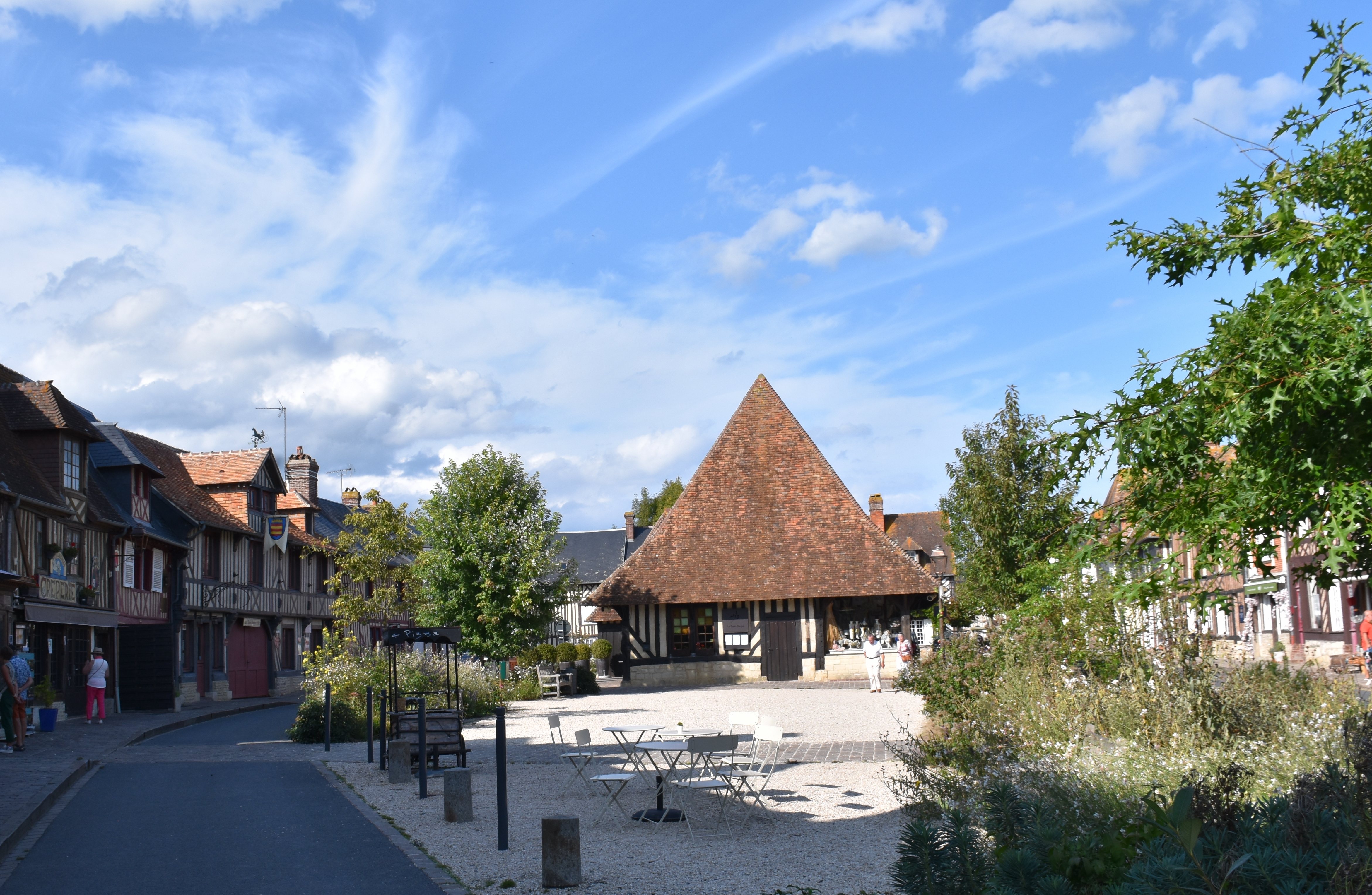

## Politique et administration
| Période                                  | Période       | Identité                        | Étiquette | Qualité                                                                                  |
| ---------------------------------------- | ------------- | ------------------------------- | --------- | ---------------------------------------------------------------------------------------- |
| 1884                                     | 1893          | Eléonor Goupil (d)              |           | Polytechnicien, ingénieur des tabacs, inspecteur des manufactures de l’État en retraite. |
| ...                                      | ...           | ...                             |           |                                                                                          |
| mai 1953                                 | avril 1961    | Georges Formey de Saint-Louvent |           |                                                                                          |
| avril 1961                               | mars 1971     | Robert Fefeu                    |           | Notaire                                                                                  |
| mars 1971                                | décembre 1996 | Michel Vermughen                |           | Consul du Royaume de Belgique, commissaire général des foires et salons de Caen          |
| mars 1997                                | mars 2008     | Catherine Sauty de Chalon       |           |                                                                                          |
| mars 2008                                | avril 2014    | Michel Caffard                  |           |                                                                                          |
| avril 2014                               | juillet 2020  | Jean-Michel Ravel d'Estienne    |           | Chef d'entreprise                                                                        |
| juillet 2020                             | En cours      | Jérôme Bansard                  | SE        | Restaurateur                                                                             |
| Les données manquantes sont à compléter. |               |                                 |           |                                                                                          |

Le nombre d'habitants, au dernier recensement, étant compris entre 100 et 499, le nombre de membres du conseil municipal est de 11.

## Démographie

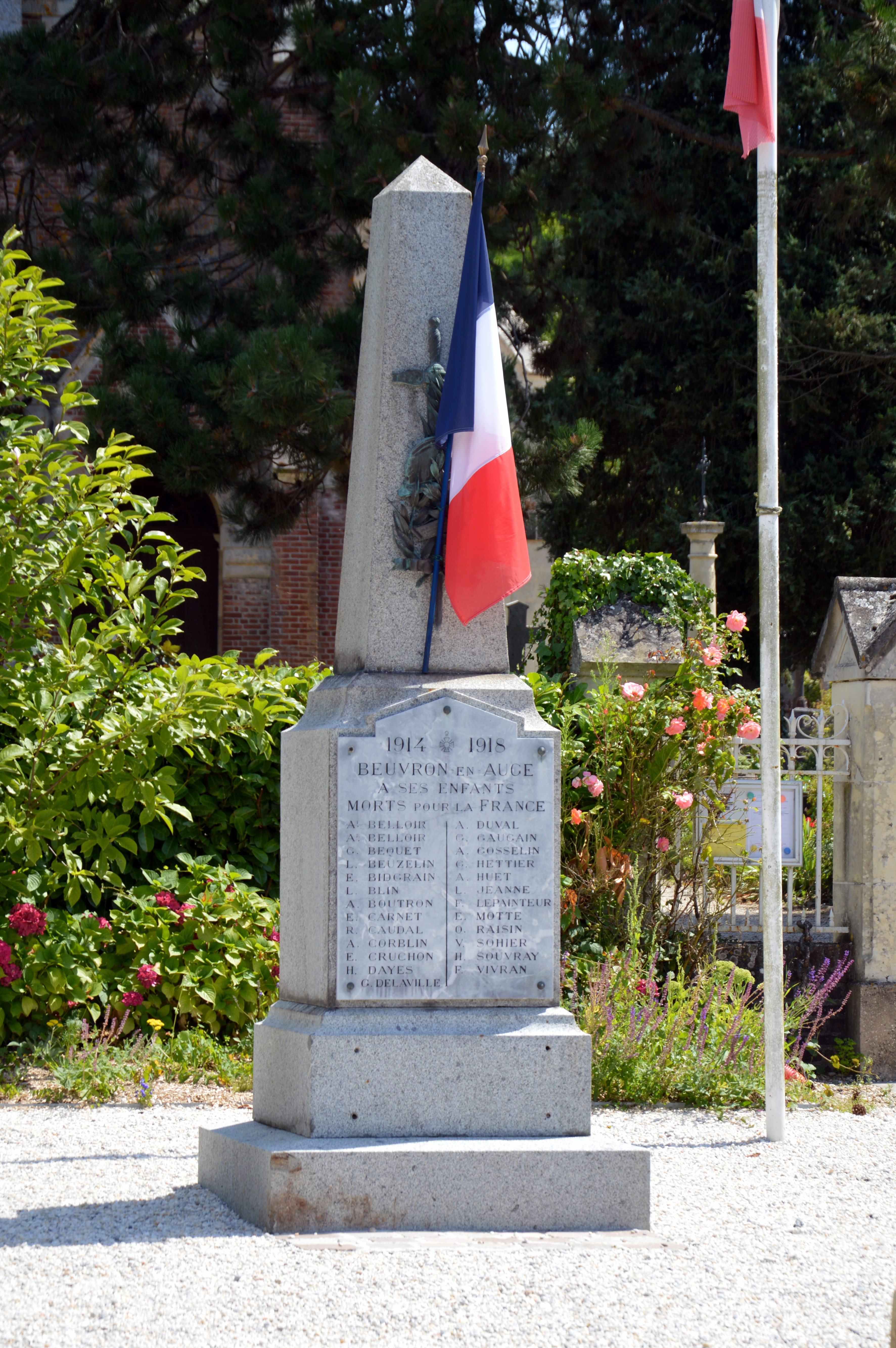
Le monument aux morts.

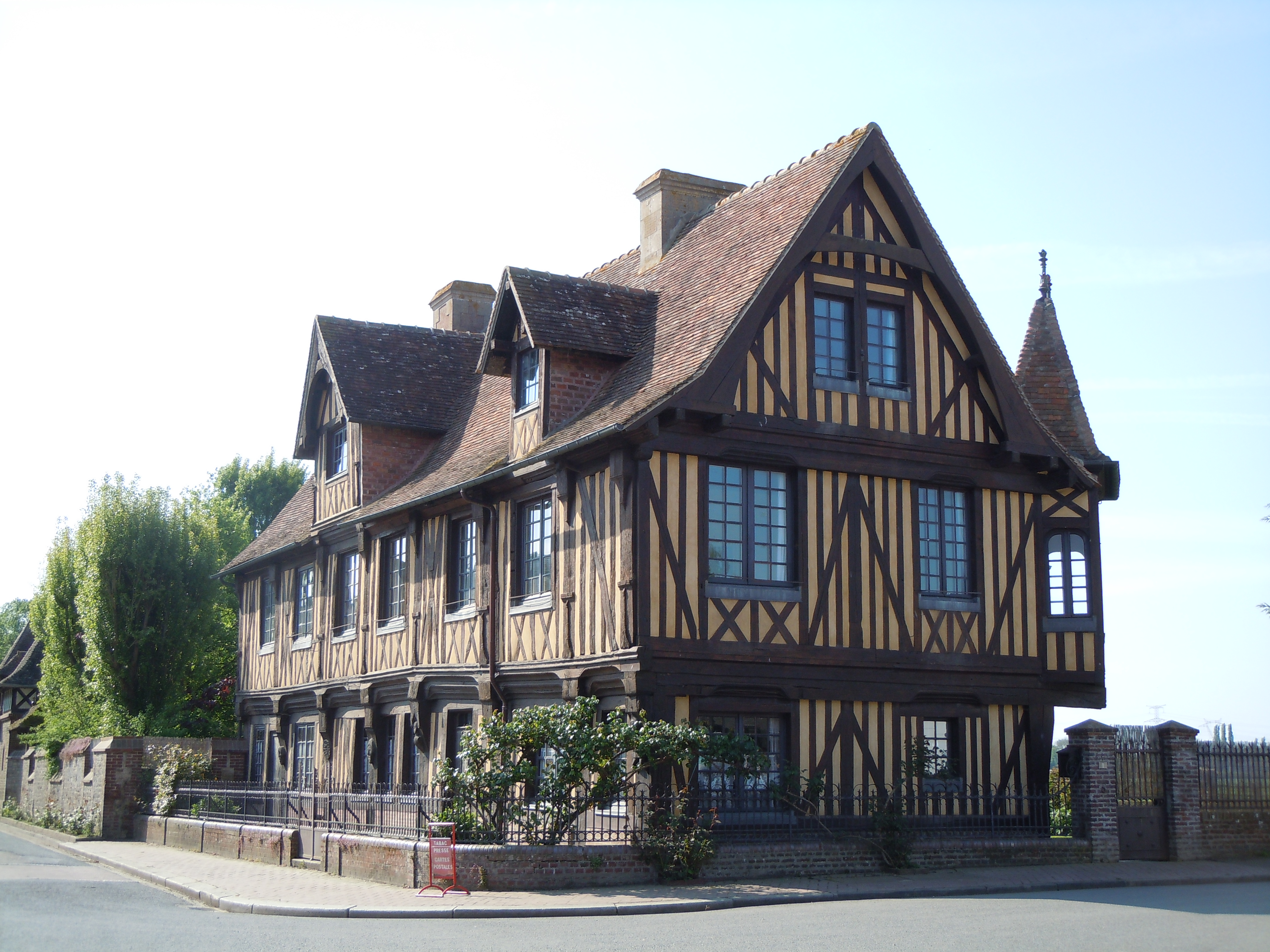
Manoir du XVe siècle.

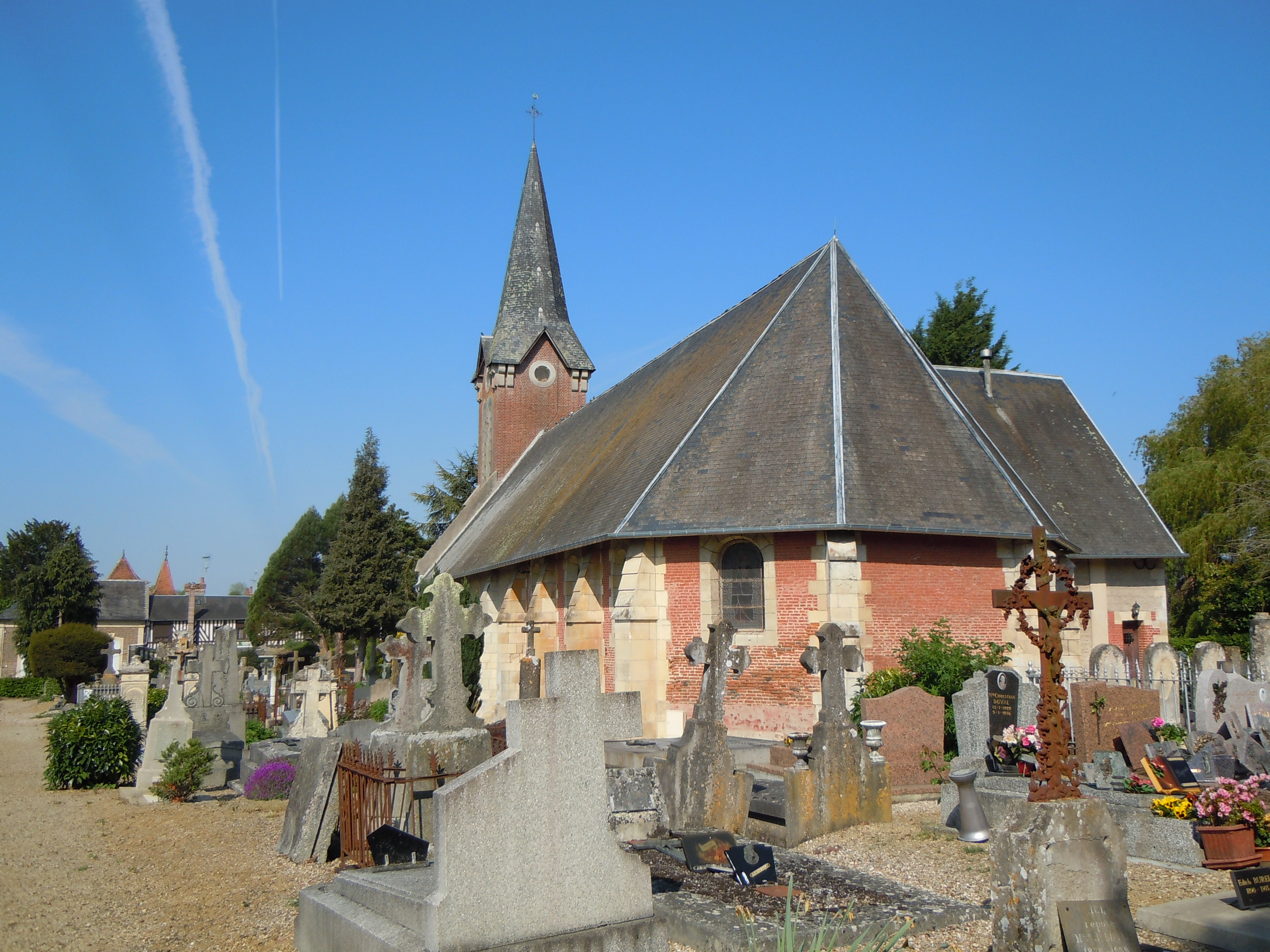
L'église Saint-Martin, XVIIe siècle.

L'évolution du nombre d'habitants est connue à travers les recensements de la population effectués dans la commune depuis 1793. Pour les communes de moins de 10 000 habitants, une enquête de recensement portant sur toute la population est réalisée tous les cinq ans, les populations de référence des années intermédiaires étant quant à elles estimées par interpolation ou extrapolation. Pour la commune, le premier recensement exhaustif entrant dans le cadre du nouveau dispositif a été réalisé en 2005.
En 2022, la commune comptait 201 habitants, en évolution de +5,24 % par rapport à 2016 (Calvados : +1,58 %, France hors Mayotte : +2,11 %).
| 1793 | 1800 | 1806 | 1821 | 1831 | 1836 | 1841 | 1846 | 1851 |
| ---- | ---- | ---- | ---- | ---- | ---- | ---- | ---- | ---- |
| 454  | 491  | 541  | 585  | 478  | 505  | 450  | 440  | 541  |

| 1856 | 1861 | 1866 | 1872 | 1876 | 1881 | 1886 | 1891 | 1896 |
| ---- | ---- | ---- | ---- | ---- | ---- | ---- | ---- | ---- |
| 496  | 507  | 521  | 466  | 505  | 437  | 474  | 487  | 467  |

| 1901 | 1906 | 1911 | 1921 | 1926 | 1931 | 1936 | 1946 | 1954 |
| ---- | ---- | ---- | ---- | ---- | ---- | ---- | ---- | ---- |
| 441  | 463  | 419  | 418  | 429  | 438  | 333  | 411  | 409  |

| 1962 | 1968 | 1975 | 1982 | 1990 | 1999 | 2005 | 2006 | 2010 |
| ---- | ---- | ---- | ---- | ---- | ---- | ---- | ---- | ---- |
| 379  | 338  | 313  | 276  | 274  | 233  | 213  | 219  | 239  |

| 2015 | 2020 | 2022 | - | - | - | - | - | - |
| ---- | ---- | ---- | - | - | - | - | - | - |
| 194  | 197  | 201  | - | - | - | - | - | - |

## Lieux et monuments
- Manoir du Lieu Hocquart, inscrit au titre des monuments historiques[30] par arrêté du 6 octobre 1977.
- Manoir du XVe siècle situé à l'angle de l'avenue de la Gare et de la route départementale 49, dont la façade et la toiture orientale sont inscrites au titre des monuments historiques[31] par arrêté du 27 janvier 1989.
- Manoir de la Hogue, inscrit au titre des monuments historiques[30] par arrêté du 4 octobre 2007.
- Église Saint-Martin.
- Maisons à pans de bois des XVIIe et XVIIIe siècles.
- Halles, restaurées en 1975 avec des matériaux anciens.
- Ancienne auberge de la Boule d'Or du XVIIIe siècle.
- Vestiges d'une motte féodale entourée d'une double circonvallation[32].
- Chapelle Saint-Michel de Clermont-en-Auge.

Cartes postales anciennes
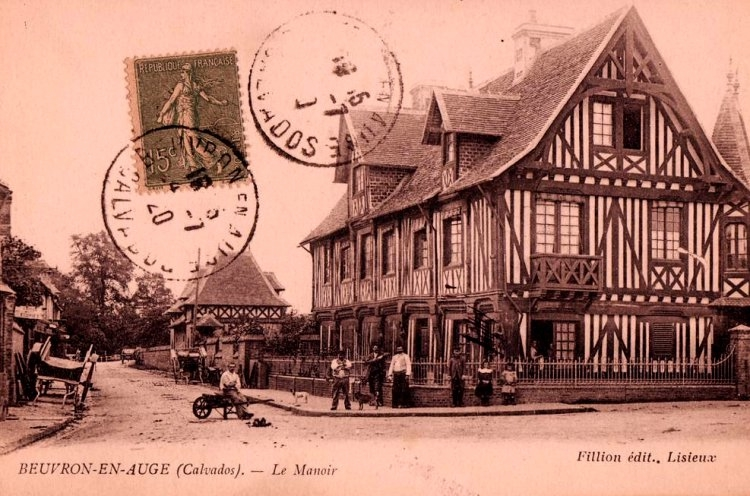
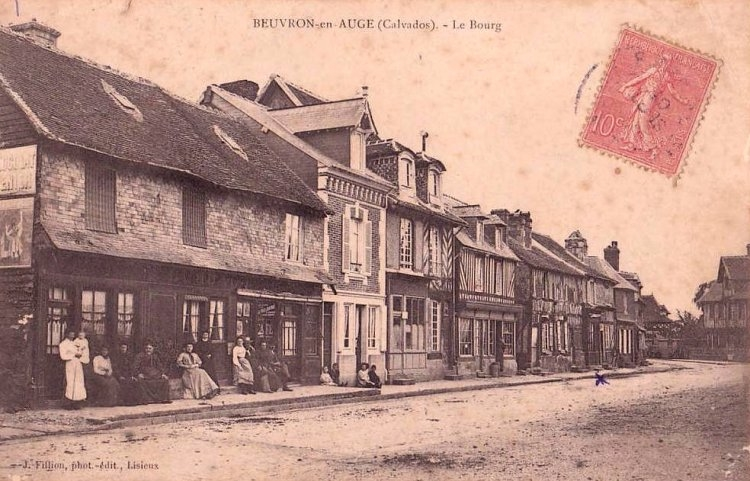
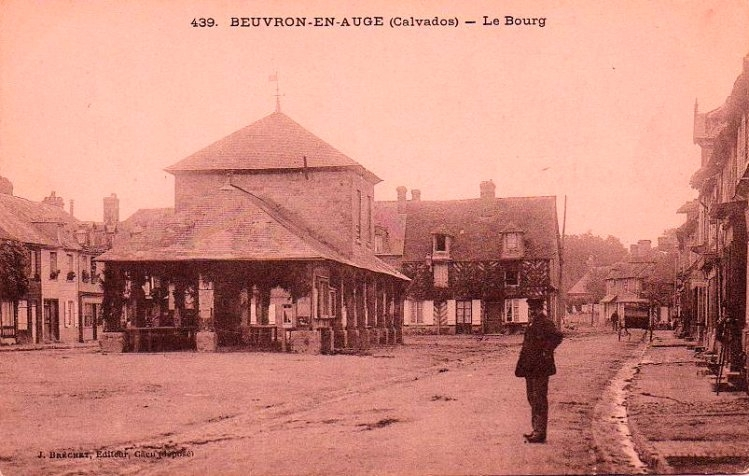
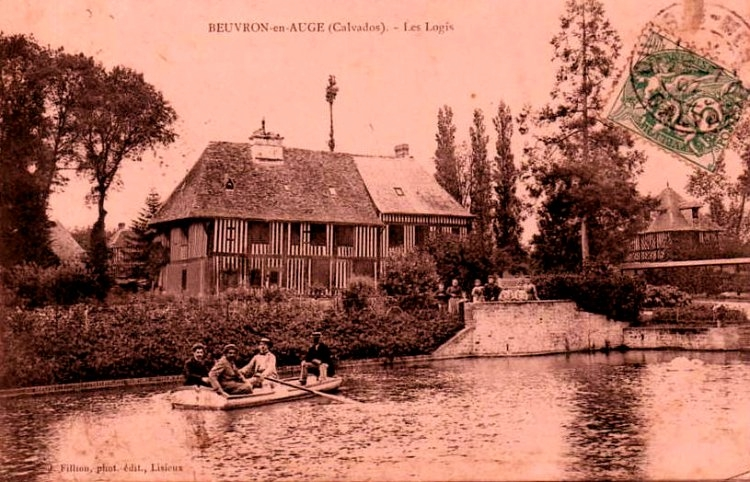
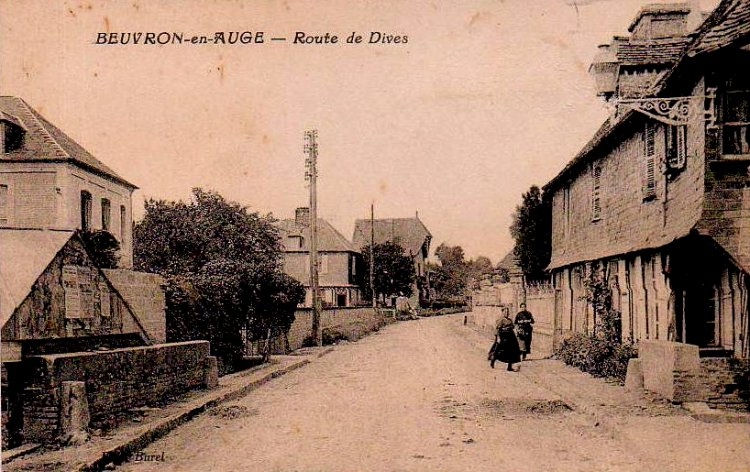

## Personnalités liées à la commune
- Anne-Pierre d'Harcourt (1701-1783), comte et marquis de Beuvron puis duc d'Harcourt, maréchal de France (1775).
- Anne-François d'Harcourt (1727-1797), marquis puis duc de Beuvron (brevet de 1784), fils cadet du précédent ; gouverneur de Cherbourg.
- Thomas Jouenne-Longchamp (1761 à Beuvron-1818), homme politique.
- David Hockney (né en 1937 à Bradford), peintre portraitiste et paysagiste, dessinateur, graveur, décorateur, photographe et théoricien de l'art britannique[33].

## Héraldique
| Armes de Beuvron-en-Auge | Les armes de la commune de Beuvron-en-Auge se blasonnent ainsi : De gueules aux deux fasces d'or. Ce blason est celui de la famille d'Harcourt, anciens marquis de Beuvron (et duc à brevet). |

## Activités et manifestations
- Fête du cidre et grand marché de produits locaux, le dernier week-end d'octobre.
- Brocante, le premier dimanche d'août.
- Journée des peintres dans la rue en juillet.
- Salon des antiquaires et des brocanteurs en juillet.
- Foire aux géraniums en mai.
- La Saint-Cochon, à partir de 2010, le week-end le plus proche du 21 juillet.